# Guerra de misses
Guerra de misses (en idioma original: La Guerre des miss) es una película francesa, estrenada el 9 de enero de 2009 y dirigida por Patrice Leconte.

## Argumento
Los pueblos de Charmoussey y Super-Charmoussey (Charmoussey los Altos) han sido rivales desde hace mucho tiempo a pesar del hecho de que los habitantes de ambas villas son parientes entre sí. Mientras que Charmoussey es pobre, Charmoussey los Altos goza de los beneficios de un ski resort y por lo tanto de una mejor economía. La rivalidad llega a su punto más alto durante la temporada de los concursos de belleza, en el que las participantes de Charmoussey los Altos, con mejor entrenamiento y vestimentas que sus parientes de Charmoussey, siempre ganan el concurso. En consideración del pequeño tamaño de ambas municipalidades, el gobierno local ha decidido fusionar a Charmoussey en Charmoussey los Altos, lo cual deja a los habitantes de Charmoussey en desesperación, porque esta es la última oportunidad que tienen de ganar el concurso de belleza. Para lograr su cometido, llaman a la única persona del pueblo que ha tenido algún éxito fuera del lugar, Franck (Benoît Poelvoorde), un actor de poca monta que es normalmente contratado como extra en películas (interpretando cadáveres) y que ha perdido su último trabajo después de haber causado un accidente que resultó en la ruptura de una pierna de la actriz Catherine Deneuve (su papel más importante hasta entonces).
Las razones por las que había dejado el pueblo eran porque él era considerado un extraño y porque su padre era un científico extravagante que se mató mientras hacía pruebas de un traje volador. Aunque se siente incómodo regresando a su pueblo, también reconoce que no tiene los medios para rechazar la oferta, así que utiliza sus pocos conocimientos del medio del espectáculo para entrenar a las chicas del pueblo. Mientras tanto los habitantes de Charmoussey los Altos se han enterado por medio del cartero local de la contratación de Franck y empiezan una campaña de contraespionaje.
- Datos: Q3209682